# Lysandra vestae
Lysandra vestae är en fjärilsart som beskrevs av Ruggero Verity 1919. Lysandra vestae ingår i släktet Lysandra och familjen juvelvingar. Inga underarter finns listade i Catalogue of Life.